# Heintje Simons
Heintje Simons, született  Hendrik Nikolaas Theodoor Simons  (Kerkrade, 1955. augusztus 12. –) holland énekes, Arany Oroszlán díjas színész.

## Élete
Egy szilikózis miatt leszázalékolt szénbányász fiaként, meglehetősen szerény anyagi körülmények között nevelkedett. Családja nyitott egy kis kávéházat, ahol a wurlitzer mellett gyakorolta az éneklést. 11 éves korában benevezték egy helyi dalversenyre, amelyet 30 versenyzőt legyőzve megnyert. A producer Addy Kleijngeld hallott róla, és elment hozzájuk, hogy meghallgassa. Néhány hang után már el is vállalta, hogy a menedzsere legyen. Miután meggazdagodtak, a család visszaköltözött apja szülőhelyére, Neu Moresnet Kelmisbe, Liège belgiumi tartományba.

## Pályája
1967-ben gyermekénekesként a Mama című dallal vált híressé (Cesare Andrea Bixio, Bruno Cherubini és Bruno Balz szerzeménye). Az 1970-es években gyermekszínészként számos német filmben szerepelt, amelyek egy részét angolra és afrikaansra szinkronizálta. Olyan angol dalokkal is sikert aratott, mint az I'm Your Little Boy. 1971-ben a Los Angeles Times úgy jellemezte mint „Európa legforróbb tulajdonát”. A cikk idézi a Frankfurter Allgemeine Zeitungot, amely azt írta, hogy „senki se nagyobb nála a német showbizniszben”.
1967-es Mama-hangfelvétele több mint egymillió példányban kelt el, amivel aranylemezt nyert.
A következő évben kétmillió példányban elkelt Heintje című nagylemeze platinalemez lett. Az olyan hanglemezfelvételei, mint a "Du sollst nicht weinen", a "Heidschi bumbeidschi" és szezonális albuma, a Weihnachten mit Heintje is több mint egy-egy millió példányban fogyott. Lemezeladásai csupán az 1968/69-es években meghaladták a tízmilliós számot.
1975-ben, 20 éves korában afrikaans nyelvű kislemeze a Jou Hart Is Weer Myne a South African Official Chart szerint elérte a négymilliós példányszámot. Igen népszerű volt a Dél-afrikai Köztársaságban, ahol a hetvenes évek közepén koncertet is adott. Az 1980-as években Kínában is nagy népszerűségnek örvendett. 1970-es Heintje-Einmal wird die Sonne wieder scheinen című filmje az első kapitalista mozi volt, amelyet a kommunista ország városi lakossága láthatott az 1980-as években. Váratlan sikerét a film Kleine Kinder Kleine Sorgen című dala keltette, s az évtized generációja emlékezetében nyomot hagyott. 2010-ben és 2015-ben meghívta a Pekingi Televízió, hogy Kleine Kinder Kleine Sorgen című száma előadásával emelje a kínai újévi Gála fényét.
Felnőttként Hein Simons néven folytatta az éneklést, különleges népszerűséggel a német nyelvű 
országokban. 
Világszerte több mint 40 millió lemeze kelt el. Tovabbra is édesapja szülővárosaban él. 1981-től 2014-ig (amikor felesége elhagyta) tartott házasságából három gyermeke született.
2017-ben CD-n és videón Ich war Heintje címmel duetteket adott ki egykori önmagával dalolva, Heintje und Ich című karácsonyi albumán.

## Dalai
- 1967 "Mama"
- 1967 "Oma so lieb"
- 1968 "Du sollst nicht weinen"
- 1968 "Es kann nicht immer nur die Sonne scheinen"
- 1968 "Heidschi Bumbeidschi"
- 1968 "Ich bau' Dir ein Schloß"
- 1969 "Geh' Deinen Weg"
- 1969 "Liebe Sonne, lach doch wieder"
- 1969 "Ich sing' ein Lied für Dich"
- 1970 "Schön sind die Märchen vergangener Zeit"
- 1970 "Deine Tränen sind auch meine"
- 1971 "Schneeglöckchen im Februar"
- 1978 "Und das alles nur weil wir uns lieben"
- 1992 "Ein Mutterherz Soll Niemals Weinen"
- 1994 "Die Heimat darfst Du nie vergessen"
- 1995 "Mama Techno-Version"
- 1998 "Komm, tanz noch mal ganz eng mit mir"
- 2002 "So Wie Ein Stern"
- 2004 "Frauen sind was Wunderbares"

## Filmjei
- 1968 Zum Teufel mit der Penne
- 1969 Heintje – ein Herz geht auf Reisen)
- 1969 Hurra, die Schule brennt!
- 1970 Heintje – einmal wird die Sonne wieder scheinen
- 1970 Heintje – mein bester Freund
- 1971 Morgen fällt die Schule aus

## Albumai
- 1967 Heintje
- 1968 Weihnachten mit Heintje
- 1969 Ich sing ein Lied für dich
- 1969 Dein schönster Tag
- 1970 Herzlichst Heintje
- 1971 Wenn wir alle Sonntagskinder wär'n
- 1972 Fröhliche Weihnacht überall
- 1973 Ich denk an dich
- 1974 Junger Mann mit 19
- 1978 Ich habe Freunde
- 1989 Herzensmelodie
- 1992 Ich hab' so lange gesucht nach dir
- 1994 Die Heimat darfst Du nie vergessen
- 1996 Mein zweites Leben
- 1998 Ich schenk' Dir meine Liebe
- 1999 Noch einmal mit Gefühl
- 2001 Heute und bisschen gestern – Jubiläumsalbum
- 2002 Rück ein Stückchen näher
- 2003 Von Herz zu Herz by Heintje|Von Herz zu Herz
- 2004 Frauen sind was wunderbares
- 2005 Ich sag' Danke
- 2006 Männer sind einfach zu gut
- 2008 Träum’ mit mir
- 2009 Alles halb so schlimm
- 2011 Leb deinen Traum
- 2014 Thuis
- 2015 Vertrau auf Dein Herz
- 2017 Heintje und Ich

## Fordítás
- Ez a szócikk részben vagy egészben  a   Heintje Simons című angol Wikipédia-szócikk ezen változatának fordításán alapul.  Az eredeti cikk szerkesztőit annak laptörténete sorolja fel. Ez a jelzés csupán a megfogalmazás eredetét és a szerzői jogokat jelzi, nem szolgál a cikkben szereplő információk forrásmegjelöléseként.